# مهرجان البندقية السينمائي
مهرجان البندقية السينمائي الدولي (بالإيطالية: Mostra Internazionale d'Arte Cinematografica di Venezia) أقدم مهرجان سينمائي في العالم. أسسه جوزيبي فولبي في العام 1932. حاملا اسم "Esposizione Internazionale d'Arte Cinematografica". ومنذ حينها يفتتح المهرجان كل عام في أواخر أغسطس أو أوائل سبتمبر بشكل دوري في جزيرة ليدو في فينيسيا، إيطاليا.
يعتبر المهرجان من أكثر مهرجانات العالم تألقا، ويعد جزءا من بينالي فينيسيا. الذي يعد معرضاً فنياً ضخماً ومهرجاناً للفن المعاصر.
جائزة المهرجان الرئيسية هي الأسد الذهبي "Leone d’Oro"، والتي تمنح لأفضل فيلم يعرض في المسابقة الرسمية للمهرجان. إضافة لجائزة كأس فولبي "Coppa Volpi" التي تمنح لأفضل ممثل وممثلة.

## الجوائز
يضم مهرجان الفيلم أربع لجان تحكيم لتقييم المشاركات: Venezia 79، وOrizzonti، وPremio Venezia Opera Prima “Luigi De Laurentiis”، وVenice Immersive. جوائز مهرجان الفيلم الحالية هي:

### الاختيار الرسمي: في المسابقة
- الأسد الذهبي (ليوني دورو)، يُمنح لأفضل فيلم يُعرض في المسابقة في المهرجان. تم تقديم الجائزة في عام 1949 باسم أسد سان ماركو الذهبي
- جائزة لجنة التحكيم الكبرى، تُمنح لأفضل ثاني فيلم يُعرض في المسابقة في المهرجان
- الأسد الفضي (ليوني دارجينتو)، تُمنح لأفضل مخرج في القسم التنافسي
- جائزة لجنة التحكيم الخاصة، تُمنح لأفضل ثالث فيلم يُعرض في المسابقة في المهرجان
- كأس فولبي (كوبا فولبي)، تُمنح لأفضل ممثل/ممثلة

- جائزة أوسيلا الذهبية، تُمنح لأفضل سيناريو و/أو لأفضل مساهمة تقنية (تصوير سينمائي، موسيقى، إلخ.)
- جائزة مارسيلو ماستروياني، تأسست في عام 1998 تكريمًا للممثل الإيطالي العظيم مارسيلو ماستروياني الذي توفي في عام 1996. تم إنشاء الجائزة لتكريم ممثل أو ممثلة ناشئة.[3]
- الأسد الخاص، يُمنح لعمل شامل لمخرج أو ممثل في فيلم يُعرض في قسم المسابقة الرئيسي.

### آفاقOrizzonti
هذا القسم مفتوح لجميع الأعمال ذات "التنسيق المخصص"، مع نظرة أوسع نحو الاتجاهات الجديدة في اللغات التعبيرية التي تتلاقى في الفيلم.
بدءًا من الدورة السابعة والستين للمهرجان، تم إنشاء أربع جوائز لقسم آفاق:
- جائزة آفاق للأفلام الروائية الطويلة
- جائزة لجنة التحكيم الخاصة لأفاق (للأفلام الروائية الطويلة)
- جائزة آفاق للفيلم القصير
- جائزة آفاق للفيلم متوسط الطول

تمت إضافة المزيد من الجوائز في السنوات التالية:
- جائزة آفاق لأفضل مخرج
- جائزة آفاق لأفضل ممثل
- جائزة آفاق لأفضل ممثلة
- جائزة آفاق لأفضل سيناريو

### البندقية الغامرة
هذا هو قسم الواقع الممتد في مهرجان البندقية السينمائي وبينالي البندقية، الذي تأسس في عام 2017. هذا القسم مخصص بالكامل للوسائط الغامرة ويتضمن جميع وسائل الواقع الممتد للتعبير الإبداعي والسينمائي.
الجوائز في هذا القسم هي:
- الجائزة الكبرى لمهرجان البندقية السينمائي
- جائزة لجنة التحكيم الخاصة لمهرجان البندقية السينمائي
- جائزة الإنجاز الغامر لمهرجان البندقية السينمائي

### أيام المؤلفين
أيام المؤلفين (المعروفة سابقًا باسم أيام البندقية) هي قسم مستقل وموازي تأسس في عام 2004 بالاشتراك مع مهرجان البندقية السينمائي. وهو مصمم على غرار أسبوعي المخرجين في مهرجان كان السينمائي. تعمل جمعيتا Anac و100authori، وهما جمعيتان للمخرجين والمؤلفين الإيطاليين، على دعم وترويج أيام المؤلفين.
الجوائز التي تقدمها هذه الأقسام هي:
- جائزة أيام المؤلفين (GDA)
- جائزة لابيل أوروبا للسينما
- جائزة اختيار الجمهور من بنك بي إن بي باريبا

### أسد المستقبل (لويجي دي لورينتيس)
كل الأفلام الروائية الطويلة الأولى التي تظهر في مختلف الأقسام التنافسية في مهرجان البندقية السينمائي، سواء في قسم الاختيار الرسمي أو الأقسام المستقلة والموازية، مؤهلة للحصول على هذه الجائزة. وسيحصل الفائز على جائزة قدرها 100 ألف دولار أميركي، والتي سيتم تقسيمها بالتساوي بين المخرج والمنتج.

### جائزة المجد لصانع الأفلام
تُمنح جائزة المجد لصانع الأفلام، التي تم تنظيمها بالتعاون مع (Jaeger-LeCoultre) (2006–2020) و(Cartier) منذ عام 2021، للشخصيات التي قدمت مساهمة كبيرة في السينما المعاصرة. 

## الفائزون

#### دورة عام 2024[10]
| الجائزة      | العمل           | إخراج           | قسم               | الجائزة       | الفائز                     | عن                  | قسم               |
| ------------ | --------------- | --------------- | ----------------- | ------------- | -------------------------- | ------------------- | ----------------- |
| الأسد الذهبي | الغرفة المجاورة | بيدرو ألمودوفار | المسابقة الرئيسية | أفضل ممثلة    | نيكول كيدمان               | بيبي غيرل           | المسابقة الرئيسية |
| الأسد الفضي  | فيرميليو        | ماورا ديلبيرو   | المسابقة الرئيسية | أفضل مخرجة    | سارة فريدلاند              | اللمسة المألوفة     | آفاق              |
|              |                 |                 |                   | أفضل ممثل     | فينسون ليندون              | الابن الهادئ        | المسابقة الرئيسية |
|              |                 |                 |                   | أفضل مخرج     | برادي كوربيت               | الوحشي              |                   |
|              |                 |                 |                   | أفضل سيناريو  | موريلو هاوزر وهيتور لوريغا | ما زلت هنا          |                   |
|              |                 |                 |                   | أفضل ممثل شاب | بول كيرشر                  | لور زانفان أبريه أو | المسابقة الرئيسية |

## وصلات خارجية
- مهرجان البندقية السينمائي على موقع IMDb (الإنجليزية)
- مهرجان البندقية السينمائي على موقع الموسوعة البريطانية (الإنجليزية)
- الموقع الرسمي